# 4974 Elford
A 4974 Elford (ideiglenes jelöléssel 1990 LA) a Naprendszer kisbolygóövében található aszteroida. Robert H. McNaught fedezte fel 1990. június 14-én.